# Maslianico
Maslianico is een gemeente in de Italiaanse provincie Como (regio Lombardije) en telt 3469 inwoners (31-12-2004). De oppervlakte bedraagt 1,3 km², de bevolkingsdichtheid is 2651,54 inwoners per km².

## Demografie
Maslianico telt ongeveer 1430 huishoudens. Het aantal inwoners daalde in de periode 1991-2001 met 2,0% volgens cijfers uit de tienjaarlijkse volkstellingen van ISTAT.
| Jaar | Inwoneraantal |
| ---- | ------------- |
| 1991 | 3533          |
| 2001 | 3464          |

## Geografie
De gemeente ligt op ongeveer 255 m boven zeeniveau.
Maslianico grenst aan de volgende gemeenten: Cernobbio, Como en het Zwitserse Vacallo .